# Gorgebleue à miroir
Luscinia svecica
Espèce
Statut de conservation UICN

 LC  : Préoccupation mineure
La Gorgebleue à miroir (Luscinia svecica), aussi orthographié Gorge-bleue, est une espèce de passereaux appartenant à la famille des Muscicapidae. Il existe de nombreuses sous-espèces, mais seules trois d'entre elles sont présentes en Europe, et se distinguent aux couleurs de leur gorge.

## Description

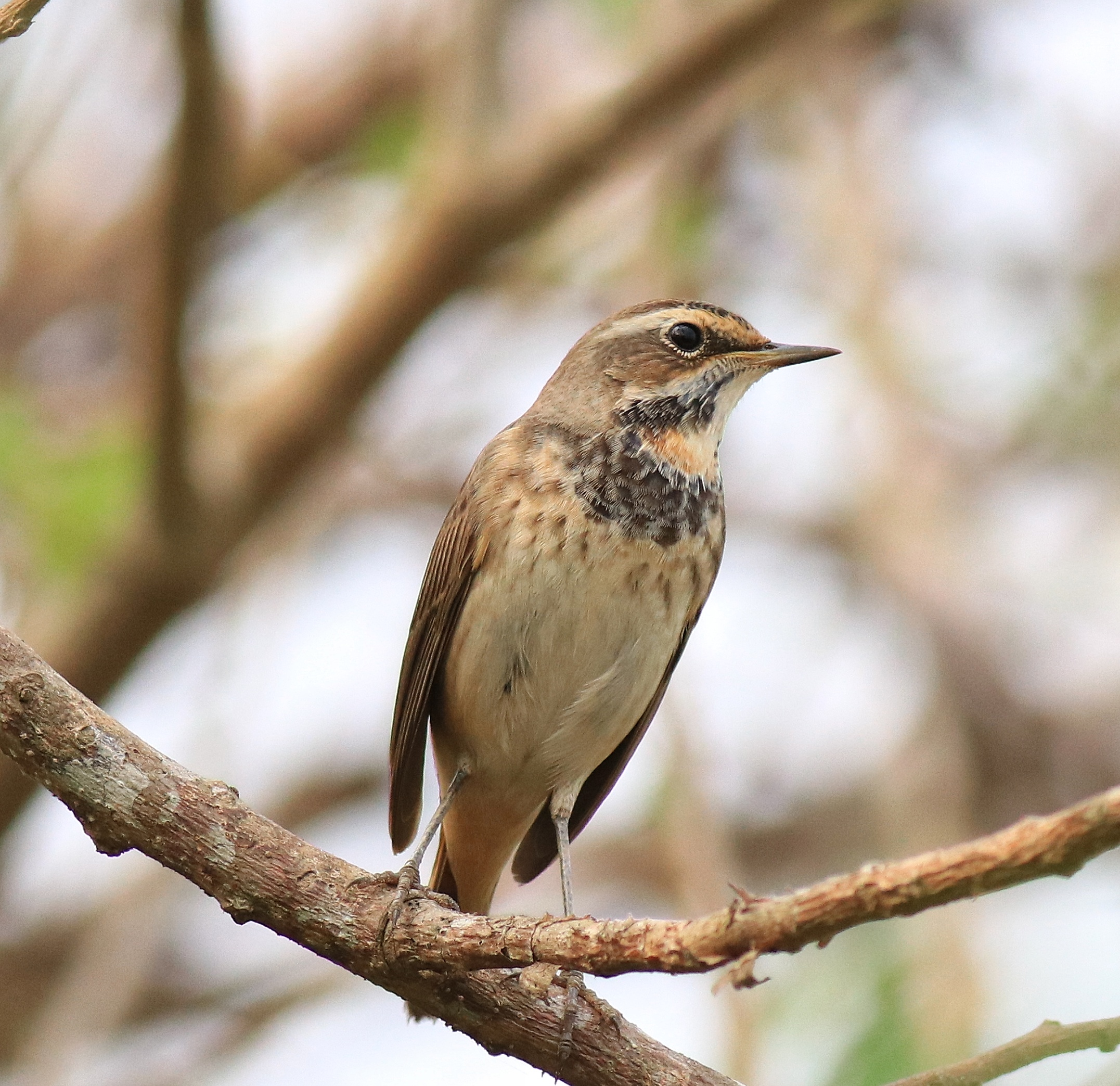
Un gorgebleue à miroir vers Kattampally, ville dans le Kerala indien. Mars 2024.

Sa taille, variable selon les sous-espèces, est de 13 à 14 cm de long pour une masse de 14 à 23 grammes et une envergure de 22 à 23 cm. Les autres mensurations sont : 44 à 59 mm pour la queue, 11 à 16 mm pour le bec et 23 à 28 mm pour le tarse.
L'espèce est aisément reconnaissable à sa large bavette bleue, comportant généralement en son centre une pointe de blanc ou de roux, selon la sous-espèce. Elle est plus visible chez le mâle en livrée nuptiale, alors qu'elle apparaît très pâle, voire pas du tout, chez la femelle et les jeunes. Cette bavette est bordée en dessous d'un croissant roux. Chez les deux sexes les parties supérieures sont brunes, ainsi que la tête, avec un sourcil blanc.
À l'exception de la bavette, le dessous du corps est blanc, teinté de crème aux flancs et aux sous-caudales et de roussâtre sous les ailes. Les rectrices médianes sont brun foncé, les autres roux vif avec le tiers distal brun foncé.

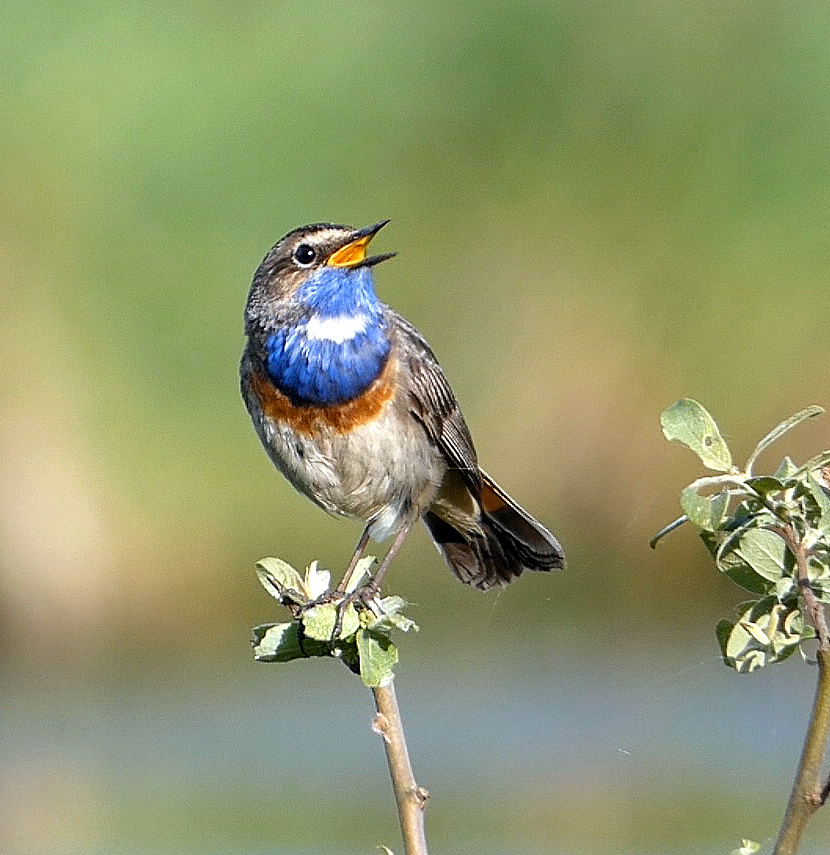
Brière (France).

Les pattes sont noires à brun noir, le bec noirâtre et les iris brun foncé.

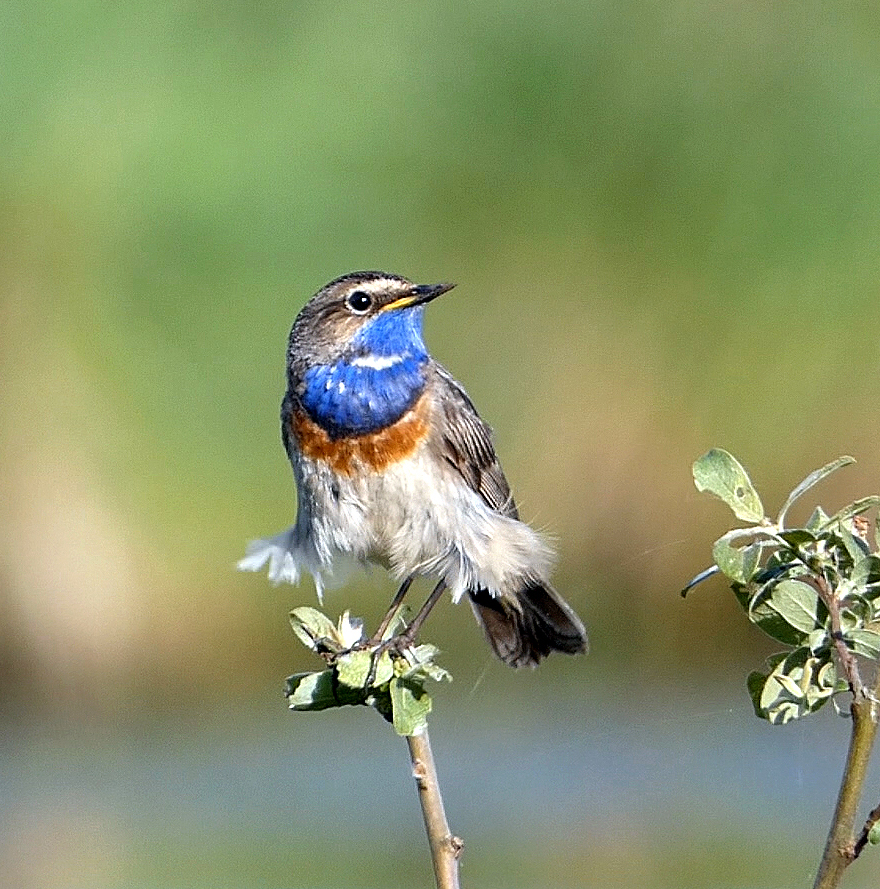
Brière (France).

## Écologie et comportement

### Régime alimentaire
La Gorgebleue à miroir est principalement insectivore, mangeant insectes et leurs larves, vers et araignées. Il peut également se nourrir de baies.
En milieu littoral, la sous-espèce namnetum nourrit ses jeunes avec des diptères, des araignées, des chenilles, des grillons et des talitres.

### Reproduction

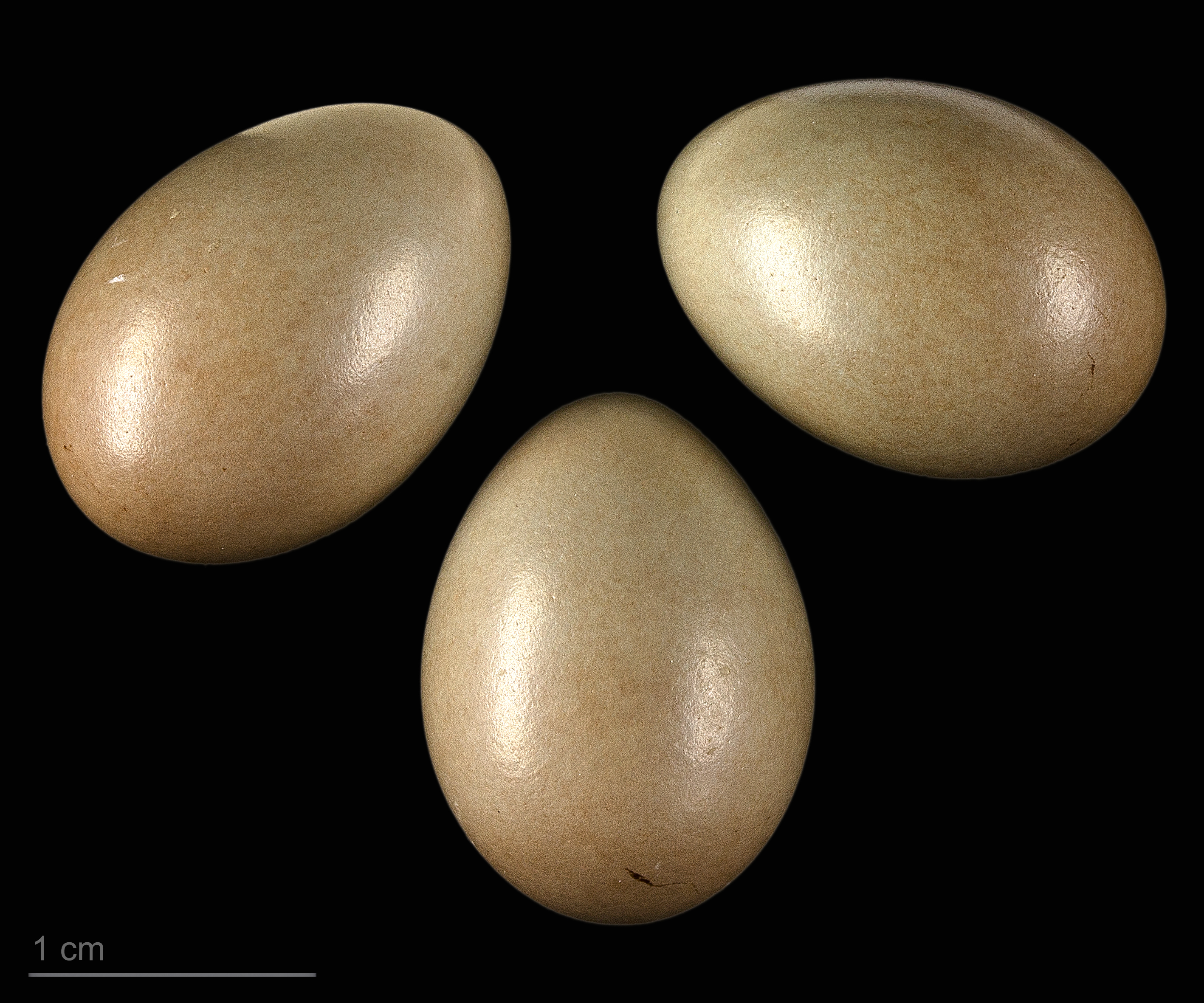
Luscinia svecica namnetum - MHNT

Ces oiseaux reviennent de leur zone d'hivernage entre la mi-mars et la mi-avril.
La Gorgebleue a deux couvées par an, au printemps. La première ponte a lieu en mai, dans un nid en forme de coupe construit par la femelle, à terre ou dans une cavité peu élevée, avec des herbes sèches, de la mousse, des feuilles mortes. La femelle couve de 5 à 6 œufs, ovales et légèrement piriformes, gris verdâtre et tachés de brun-rouge, dont la taille a pour valeurs extrêmes : 16,4–20,7 × 12,5–15,1 mm. L'éclosion a lieu environ 2 semaines plus tard, et les deux parents participent à l'élevage. La femelle pond sa seconde couvée fin mai début juin.

### Voix
Le chant de la gorgebleue à miroir est une suite variée de notes flûtées, bourdonnantes, roulées et stridentes. Le cri d'appel est un teck, le chant est constitué de trilles en dipdipdip. Les cris de cette espèce incluent un tchak ou track incisif, un shtick-shtick et un tsi-tchak-tchak incisif.
- Chant de la gorgebleue à miroir

Cet oiseau est capable d'imiter les voix d'autres espèces d'oiseaux (jusqu'à 35 pour un même mâle) et peut-être aussi d'insectes. On peut l'entendre sur l'audioblog de Sonatura.

## Répartition et habitat

### Distribution géographique

Carte de répartition
Aire de nidification
Voie migratoire
Présent à l'année
Aire d'hivernage

La Gorgebleue vit presque partout en Eurasie, mais est aussi trouvé outre-Atlantique en Amérique du Nord en Alaska.Il existe une grande colonie aux Pays-Bays, dans le secteur de Kinderdijk.
Il migre en hiver en Espagne, dans la savane de l'Afrique, dans la péninsule arabique, en Inde, en Asie du Sud-Est continentale et sur les côtes de la mer de Chine.

### Habitat
En période de reproduction, la Gorge-bleue à miroir fréquente les zones humides en particulier les milieux marécageux parsemés de buissons et de vasières, les rives des cours d'eau calmes et les bras morts, les bords des étangs peuplés de saules et de roseaux. La sous-espèce namnetum est inféodée aux marais littoraux et aux marais salants où elle peuple les fossés et les talus avec des tamaris.
Dans le sud-ouest des Deux-Sèvres et le sud Vendée, elles nichent essentiellement dans les champs de colza. Dès que les fleurs se forment, il est facile d'observer les mâles qui s'y perchent pour chanter.
Lors des migrations, cet oiseau préfère également les milieux humides mais fréquente aussi les champs de pomme de terre, de betterave, de légumes et de maïs, les buissons et les landes.

## Systématique
L'espèce a originellement été décrite sous le taxon Cyanecula suecica Brehm.

### Sous-espèces
Cet oiseau est représenté par 10 sous-espèces :
- L. s. svecica (Linnaeus, 1758), est la sous-espèce type (69 à 80 mm pour l'aile pliée du mâle et 65 à 74 mm pour celle de la femelle), quelquefois fois appelée Gorgebleue de la toundra ou Gorgebleue à miroir roux[9],  présentant un miroir roux sur fond bleu et peuplant la Scandinavie, la Finlande et la Russie, jusqu'à 60e degré de latitude nord[3] ;
- L. s. abbotti (Richmond, 1896) ;
- L. s. cyanecula (Meisner, 1804), de protonyme Sylvia cyanecula, quelquefois appelée Gorgebleue d'Europe centrale  ou Gorgebleue à miroir blanc[9] (72 à 80 mm pour l'aile pliée du mâle et 68 à 76 mm pour celle de la femelle), a une touche de blanc sur le bleu de sa gorge[3] ;
- L. s. kobdensis (Tugarinov, 1929) ;
- L. s. magna (Zarudny & Loudon, 1904) de grande taille comme son nom l'indique et ne présentant habituellement pas de miroir, nichant en Turquie orientale et en Transcaucasie ;
- L. s. namnetum Mayaud, 1934, sous-espèce de petite taille (66 à 72 mm pour l'aile pliée du mâle et 65 à 68 mm pour celle de la femelle) peuplant la façade atlantique française, du Mont-Saint-Michel au Bassin d'Arcachon. Cette sous-espèce est parfois appelée Gorgebleue de Nantes[9] ;
- L. s. pallidogularis (Zarudny, 1897) avec la gorge bleu pâle présentant un miroir roux en forme de U et une étroite bande rousse au bas de la poitrine, nichant à l'est du bassin de la Volga ;
- L. s. przewalskii (Tugarinov, 1929) ;
- L. s. saturatior (Sushkin, 1925) ;
- L. s. volgae (Kleinschmidt, 1907) arborant un petit point roux bordé de blanc et une étroite bande rousse au bas de la poitrine, nichant à l'est de l'Ukraine orientale.

D'autres sous-espèces ont été décrites mais sont considérées comme non valides : L. s. gaetkei (Kleinschmidt), L. s. luristanica Ripley, 1952 et L. s. tianshanica.

## Menaces et conservation
Cette espèce est classée par l'UICN en LC (Préoccupation mineure).

## Protection
La Gorgebleue à miroir bénéficie d'une protection totale sur le territoire français depuis l'arrêté ministériel du 17 avril 1981 relatif aux oiseaux protégés sur l'ensemble du territoire. Il est inscrit à l'annexe I de la directive Oiseaux de l'Union européenne. Il est donc interdit de le détruire, le mutiler, le capturer ou l'enlever, de le perturber intentionnellement ou de le naturaliser, ainsi que de détruire ou enlever les œufs et les nids, et de détruire, altérer ou dégrader son milieu. Qu'il soit vivant ou mort, il est aussi interdit de le transporter, colporter, de l'utiliser, de le détenir, de le vendre ou de l'acheter.